# 目黒町水道

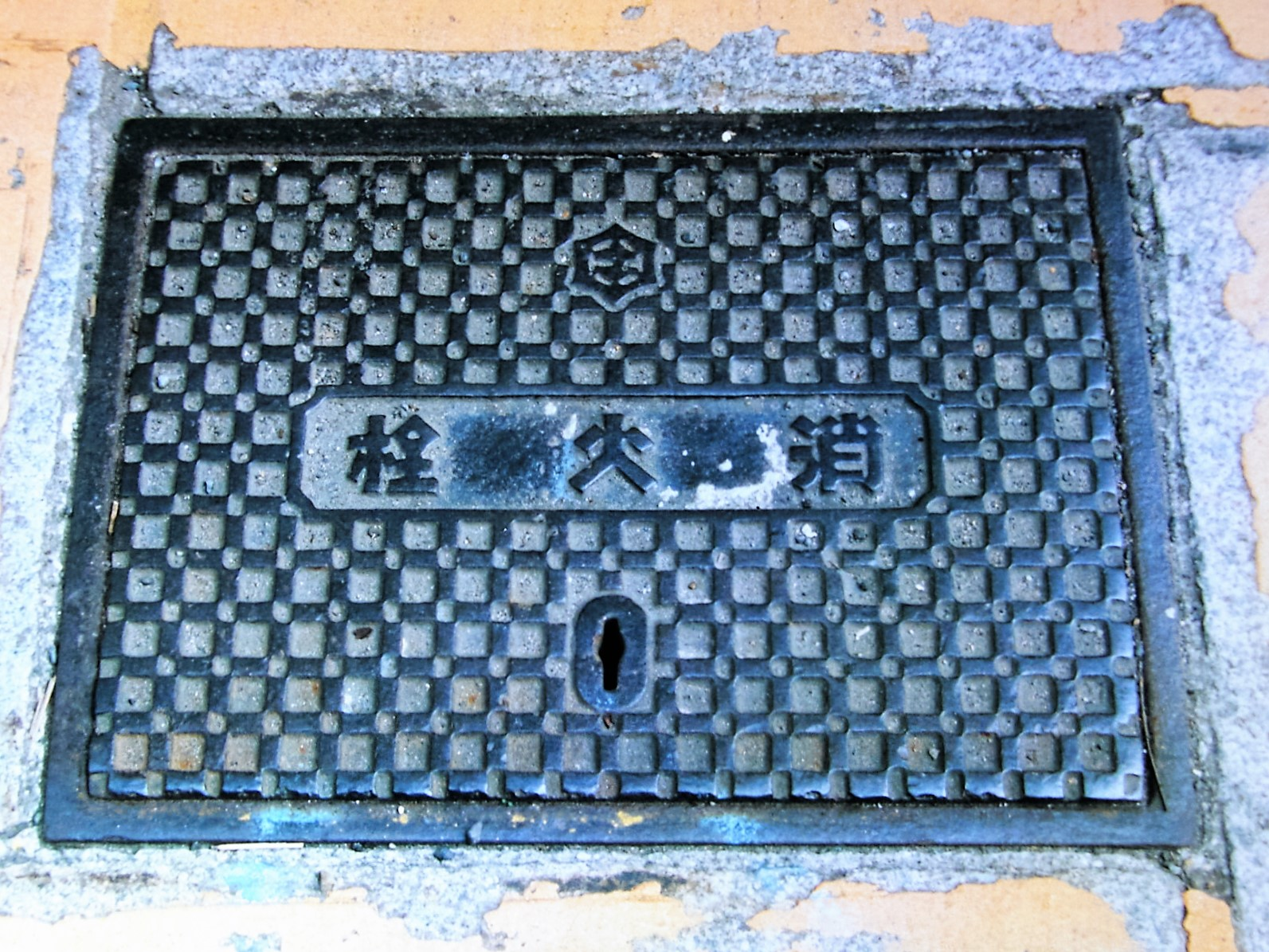
目黒町水道消火栓蓋

目黒町水道（めぐろまちすいどう）とは、荏原郡目黒町（現在の目黒区）が経営していた町営水道である。

## 概要
当時の目黒町は東京市の発展に伴い宅地化が進んだことで多くの井戸が掘られ、地下水が欠乏した。そのため目黒町は隣接する渋谷町が町営水道を敷設する際に目黒町の一部にも水道敷設および水道水の供給を依頼した。ところが主務省より目黒町の水道施設は目黒町が敷設経営すべきではないかという意見が出たことや、目黒川以西においても水道敷設の必要性が生じていたことから、目黒町が自ら水道管の敷設を行うこととなった。水道水に関しては渋谷町から水道供給を受ける案と玉川水道から水道供給を受ける案を検討し、その結果1924年（大正13年）8月27日に渋谷町と上水供給に関する契約を締結した。1925年（大正14年）4月20日に内務大臣の認可を受け、6月27日に着工した。同年12月には一部給水を開始し、翌年の1926年（大正15年）4月には工事が完成した。
1932年（昭和7年）10月1日に目黒町が東京市に統合されたことで、目黒町水道は東京市水道の一部となった。
東京市への引継ぎ時の給水戸数は7250戸、給水人口は5万1024人であった。

## 施設
渋谷町水道の配水管より水道管を分岐させ上水の供給を受けていたため、水源や浄水場の設備は有さなかった。